# Croacia en los Juegos Olímpicos de Tokio 2020
Croacia estuvo representada en los Juegos Olímpicos de Tokio 2020 por un total de 59 deportistas que compitieron en 15 deportes. Responsable del equipo olímpico fue el Comité Olímpico Croata, así como las federaciones deportivas nacionales de cada deporte con participación.
Los portadores de la bandera en la ceremonia de apertura fueron el tirador Josip Glasnović y la atleta Sandra Perković.

## Medallistas
El equipo olímpico de Croacia obtuvo las siguientes medallas:
| Nombre                          | Deporte            | Competición              |
| ------------------------------- | ------------------ | ------------------------ |
| Oro                             |                    |                          |
| Martin Sinković Valent Sinković | Remo               | Dos sin timonel (M2-) M  |
| Matea Jelić                     | Taekwondo          | –67 kg F                 |
| Nikola Mektić Mate Pavić        | Tenis              | Dobles M                 |
| Plata                           |                    |                          |
| Tin Srbić                       | Gimnasia artística | Barra fija M             |
| Marin Čilić Ivan Dodig          | Tenis              | Dobles M                 |
| Tonči Stipanović                | Vela               | Laser M                  |
| Bronce                          |                    |                          |
| Damir Martin                    | Remo               | Scull individual (M1X) M |
| Toni Kanaet                     | Taekwondo          | –80 kg M                 |